# 栄冠賞
栄冠賞（えいかんしょう）は、ホッカイドウ競馬で施行される地方競馬の重賞競走である。テレビ北海道より優勝杯の提供を受けており、名称は「TVh杯 栄冠賞」と表記している。

## 概要
1976年に創設された、サラブレッド系2歳馬の重賞競走。ホッカイドウ競馬のグレードではH2に格付けされている。
施行時期は1999年以降6月下旬から7月初旬で定着しており、2歳馬による重賞としては地方競馬・中央競馬を通じ、全国のトップを切って行われる。中央競馬で行われる函館2歳ステークス（GIII）へのステップレースにも位置づけられており（後述）、2012年以降はJRA認定競走（上級認定競走）としても施行されるようになった。
2008年までは主に旭川競馬場・札幌競馬場で施行してきたが、2009年より門別競馬場に変更された。
負担重量は2010年から2023年まで54kgで、2024年から55kgとなっている。
かつては地方全国交流で行われていた時期もあったが、2023年からはホッカイドウ所属限定の条件に戻っている。

### 条件・賞金等（2025年）
出走条件
サラブレッド系2歳、ホッカイドウ所属
負担重量
定量（55kg）
賞金等
賞金額は1着500万円、2着140万円、3着105万円、4着70万円、5着35万円。
スタリオンシリーズに指定されており、モズアスコットの次年度配合権利が優勝馬馬主への副賞となっている。

### スタリオンシリーズ
スタリオンシリーズ競走に指定されており、以下の種牡馬の次年度種付権が優勝馬の馬主に副賞として贈られている。
- トウカイテイオー（2000年）
- エルコンドルパサー（2001年）
- グラスワンダー（2002年 - 2003年）
- タイキシャトル（2004年）
- アフリート（2005年）
- ロージズインメイ（2006年）
- スペシャルウィーク（2007年）
- フジキセキ（2008年 - 2009年）
- マンハッタンカフェ（2010年 - 2011年）
- シンボリクリスエス（2012年 - 2013年）
- アイルハヴアナザー（2014年 - 2016年）
- リオンディーズ（2017年 - 2020年）
- モズアスコット（2021年 -）

## 函館2歳ステークスへのステップレース
本競走はホッカイドウ競馬所属の2歳馬が初めて迎える重賞であると同時に、JRA函館競馬場で行われる函館2歳ステークス（GIII）を目指すためのステップレースとしても位置付けられている。
2011年までは、当時JRA函館競馬場で施行されていた特別競走「ラベンダー賞（2歳オープン）」の北海道枠（原則4頭）として本競走の着順上位4頭が推薦順位の最上位となり、ラベンダー賞で2着までに入着すると函館2歳ステークスの出走権が与えられていた（地方所属馬のみ）。
2012年よりJRAの開催日程が変更されたことに伴いラベンダー賞は廃止され、本競走の勝馬とホッカイドウ競馬の上級認定競走（ウィナーズチャレンジ）の勝馬2頭を加えた地方所属馬3頭は函館2歳ステークスへ直接出走することが可能になった。

## 出世レース
本競走の優勝馬には、その後ホッカイドウ競馬や他地区・中央競馬などで活躍した馬がみられ、一部では「出世レース」と呼ばれることがある。
- 第5回優勝馬（トヨクラダイオー）：翌年の北斗盃・北海優駿・王冠賞を制し、道営初の三冠馬となる
- 第23回優勝馬（オリオンザサンクス）：大井競馬へ移籍後、羽田盃・東京ダービー・ジャパンダートダービーで優勝
- 第24回優勝馬（エンゼルカロ）：ホッカイドウ競馬所属馬として初めて、函館3歳ステークス（現・函館2歳ステークス）で優勝
- 第33回優勝馬（ネフェルメモリー）：船橋競馬へ移籍後、東京2歳優駿牝馬に優勝。翌年は桜花賞・東京プリンセス賞に優勝
- 第35回優勝馬（クラーベセクレタ）：船橋競馬へ移籍後、東京2歳優駿牝馬・東京ダービー、クイーン賞などで優勝

## 歴代優勝馬
優勝馬の馬齢は2000年まで旧表記、2001年以降は現表記。
Rは2歳コースレコード。
| 回数   | 施行日         | 開催地 | 距離  | 頭数 | 優勝馬             | 性齢 | 所属   | タイム | 優勝騎手   | 管理調教師 |
| ------ | -------------- | ------ | ----- | ---- | ------------------ | ---- | ------ | ------ | ---------- | ---------- |
| 第1回  | 1976年9月27日  | 札幌   | 1200m | 12頭 | コスモクイーン     | 牝3  | 北海道 | 1:14.8 | 原平       | 佐藤邦茂   |
| 第2回  | 1977年8月21日  | 帯広   | 1100m | 9頭  | オシヨロハヤテ     | 牝3  | 北海道 | 1:08.6 | 千島武司   | 戸野塚郁郎 |
| 第3回  | 1978年8月27日  | 帯広   | 1200m | 10頭 | ミスミネタカ       | 牝3  | 北海道 | 1:15.2 | 山下信雄   | 林正夫     |
| 第4回  | 1979年10月1日  | 札幌   | 1200m | 12頭 | タイトサクラ       | 牡3  | 北海道 | 1:14.4 | 原孝明     | 久保旭     |
| 第5回  | 1980年9月2日   | 札幌   | 1200m | 13頭 | トヨクラダイオー   | 牡3  | 北海道 | 1:14.4 | 原孝明     | 成田春男   |
| 第6回  | 1981年10月11日 | 札幌   | 1200m | 11頭 | テスコウルフ       | 牡3  | 北海道 | 1:14.5 | 松本隆宏   | 鈴木亮平   |
| 第7回  | 1982年9月19日  | 札幌   | 1200m | 15頭 | モミジビユーテイー | 牝3  | 北海道 | 1:14.9 | 松本隆宏   | 鈴木権四郎 |
| 第8回  | 1983年9月18日  | 札幌   | 1200m | 14頭 | エスコート         | 牝3  | 北海道 | 1:15.3 | 原孝明     | 佐藤二郎   |
| 第9回  | 1984年9月16日  | 札幌   | 1200m | 7頭  | ウエスタンペール   | 牡3  | 北海道 | 1:15.4 | 松田路博   | 三上茂     |
| 第10回 | 1985年9月5日   | 札幌   | 1200m | 9頭  | トムロイヤル       | 牝3  | 北海道 | 1:14.3 | 佐々木一夫 | 佐藤二郎   |
| 第11回 | 1986年8月3日   | 旭川   | 1000m | 10頭 | ターブルキダ       | 牝3  | 北海道 | 1:02.9 | 米川昇     | 西本博     |
| 第12回 | 1987年7月30日  | 旭川   | 1000m | 10頭 | ヤマノフレアリング | 牝3  | 北海道 | 1:02.4 | 米川昇     | 鈴木英二   |
| 第13回 | 1988年7月28日  | 帯広   | 1000m | 10頭 | ベストンダンデイ   | 牡3  | 北海道 | 1:02.4 | 松本隆宏   | 鈴木英二   |
| 第14回 | 1989年7月6日   | 旭川   | 1000m | 12頭 | ベストドリーム     | 牝3  | 北海道 | 1:04.0 | 村上正和   | 三上茂     |
| 第15回 | 1990年8月23日  | 旭川   | 1000m | 12頭 | ナスノホシジョー   | 牝3  | 北海道 | 1:01.1 | 松田路博   | 石本孝博   |
| 第16回 | 1991年7月4日   | 旭川   | 1000m | 11頭 | ミスシャクシャイン | 牝3  | 北海道 | 1:02.9 | 安藝郁治   | 石本孝博   |
| 第17回 | 1992年7月2日   | 旭川   | 1000m | 11頭 | ホウセイターキン   | 牡3  | 北海道 | 1:02.4 | 國信満     | 堂山芳則   |
| 第18回 | 1993年7月6日   | 岩見沢 | 1400m | 12頭 | クラシャトル       | 牝3  | 北海道 | 1:33.2 | 柳澤好美   | 後條雄作   |
| 第19回 | 1994年8月17日  | 旭川   | 1500m | 11頭 | マサノチャーミング | 牝3  | 北海道 | 1:37.9 | 藤倉寛幸   | 鈴木英二   |
| 第20回 | 1995年6月29日  | 旭川   | 1000m | 10頭 | アローエンペラー   | 牡3  | 北海道 | 1:01.5 | 坂下秀樹   | 北川數男   |
| 第21回 | 1996年7月3日   | 旭川   | 1000m | 10頭 | ダイジュセルシオ   | 牡3  | 北海道 | 1:00.7 | 坂下秀樹   | 黒川武     |
| 第22回 | 1997年8月14日  | 旭川   | 1000m | 12頭 | ロンガーワンダー   | 牡3  | 北海道 | 1:03.2 | 宮崎光行   | 須藤三千夫 |
| 第23回 | 1998年9月23日  | 旭川   | 1000m | 14頭 | オリオンザサンクス | 牡3  | 北海道 | R59.9  | 渋谷裕喜   | 田部和則   |
| 第24回 | 1999年7月1日   | 旭川   | 1000m | 14頭 | エンゼルカロ       | 牝3  | 北海道 | 1:03.3 | 櫻井拓章   | 林正夫     |
| 第25回 | 2000年6月29日  | 旭川   | 1000m | 14頭 | カネマサヘイロー   | 牡3  | 北海道 | 1:01.4 | 川島洋人   | 鈴木英二   |
| 第26回 | 2001年6月28日  | 旭川   | 1000m | 14頭 | アサティスダイオー | 牡2  | 北海道 | 1:01.7 | 佐々木国明 | 角川秀樹   |
| 第27回 | 2002年7月3日   | 旭川   | 1000m | 13頭 | テツノッカ         | 牝2  | 北海道 | 1:03.2 | 渋谷裕喜   | 田部和則   |
| 第28回 | 2003年7月9日   | 旭川   | 1000m | 14頭 | シャンハイジャンプ | 牡2  | 北海道 | 1:03.7 | 佐々木国明 | 若松平     |
| 第29回 | 2004年7月7日   | 旭川   | 1000m | 12頭 | アブソルートダンス | 牝2  | 北海道 | 1:01.2 | 宮崎光行   | 角川秀樹   |
| 第30回 | 2005年7月6日   | 旭川   | 1000m | 14頭 | パフィオペディラム | 牝2  | 北海道 | 1:02.0 | 川島洋人   | 鈴木英二   |
| 第31回 | 2006年7月5日   | 旭川   | 1000m | 13頭 | ヴィヴァチッシモ   | 牝2  | 北海道 | 1:01.9 | 坂下秀樹   | 柳沢好美   |
| 第32回 | 2007年7月4日   | 旭川   | 1000m | 12頭 | マサノミネルバ     | 牝2  | 北海道 | 1:02.1 | 五十嵐冬樹 | 堂山芳則   |
| 第33回 | 2008年7月8日   | 旭川   | 1000m | 8頭  | ネフェルメモリー   | 牝2  | 北海道 | 1:01.8 | 川島雅人   | 米川昇     |
| 第34回 | 2009年7月7日   | 門別   | 1200m | 15頭 | オノユウ           | 牝2  | 北海道 | 1:14.2 | 桑村真明   | 角川秀樹   |
| 第35回 | 2010年7月6日   | 門別   | 1200m | 13頭 | クラーベセクレタ   | 牝2  | 北海道 | 1:14.1 | 佐々木国明 | 廣森久雄   |
| 第36回 | 2011年7月5日   | 門別   | 1200m | 14頭 | ウィードパワー     | 牡2  | 北海道 | 1:13.4 | 川島洋人   | 田中正二   |
| 第37回 | 2012年6月28日  | 門別   | 1200m | 10頭 | シーギリヤガール   | 牝2  | 北海道 | 1:14.1 | 五十嵐冬樹 | 齊藤正弘   |
| 第38回 | 2013年7月2日   | 門別   | 1200m | 14頭 | ノットオーソリティ | 牝2  | 北海道 | 1:14.8 | 服部茂史   | 田中淳司   |
| 第39回 | 2014年7月1日   | 門別   | 1200m | 14頭 | ティーズアライズ   | 牝2  | 北海道 | 1:15.2 | 松井伸也   | 小野望     |
| 第40回 | 2015年6月30日  | 門別   | 1200m | 12頭 | タイニーダンサー   | 牝2  | 北海道 | 1:12.7 | 桑村真明   | 角川秀樹   |
| 第41回 | 2016年6月30日  | 門別   | 1200m | 13頭 | バンドオンザラン   | 牡2  | 北海道 | 1:14.9 | 桑村真明   | 角川秀樹   |
| 第42回 | 2017年6月29日  | 門別   | 1200m | 13頭 | サザンヴィグラス   | 牡2  | 北海道 | 1:15.1 | 五十嵐冬樹 | 川島洋人   |
| 第43回 | 2018年6月28日  | 門別   | 1200m | 14頭 | イッキトウセン     | 牡2  | 北海道 | 1:15.0 | 吉原寛人   | 林和弘     |
| 第44回 | 2019年6月27日  | 門別   | 1200m | 11頭 | バブルガムダンサー | 牝2  | 北海道 | 1:14.4 | 阿部龍     | 角川秀樹   |
| 第45回 | 2020年6月30日  | 門別   | 1200m | 13頭 | サイダイゲンカイ   | 牡2  | 北海道 | 1:13.2 | 服部茂史   | 田中淳司   |
| 第46回 | 2021年6月24日  | 門別   | 1200m | 14頭 | モーニングショー   | 牡2  | 北海道 | 1:12.7 | 阿部龍     | 角川秀樹   |
| 第47回 | 2022年6月28日  | 門別   | 1200m | 14頭 | コルドゥアン       | 牡2  | 北海道 | 1:13.0 | 石堂響     | 米川昇     |
| 第48回 | 2023年6月27日  | 門別   | 1200m | 8頭  | ストリーム         | 牡2  | 北海道 | 1:14.6 | 岩橋勇二   | 田中淳司   |
| 第49回 | 2024年6月19日  | 門別   | 1200m | 11頭 | ベラジオゼロ       | 牡2  | 北海道 | 1:14.6 | 岩橋勇二   | 田中淳司   |
| 第50回 | 2025年6月24日  | 門別   | 1200m | 8頭  | ベストグリーン     | 牡2  | 北海道 | 1:13.4 | 小野楓馬   | 田中淳司   |

### 各回競走結果の出典
- 栄冠賞 歴代優勝馬（地方競馬全国協会）